# Ekrem Ceyhun
Ertuğrul Ekrem Ceyhun (* 4. Februar 1927 in Erzurum; † 2. April 2017 in Ankara) war ein türkischer Politiker.

## Leben
Ertuğrul Ekrem wurde 1927 als Sohn von Ömer Bey geboren. Nach seinem Abschluss in Bauingenieurwesen im Jahr 1952 an der İstanbul Teknik Üniversitesi arbeitete er im Verkehrsministerium. Dort stieg er bis zum Unterstaatssekretär auf und wurde 1977 zum Istanbuler Abgeordneten für die Adalet Partisi in die Große Nationalversammlung der Türkei gewählt. In den Regierungen von Süleyman Demirel 1977/78 und 1979/80 war er Staatsminister.
1991 wurde Ceyhun Abgeordneter der Doğru Yol Partisi für Balikesir und saß bis 1995 in der Nationalversammlung. Im Oktober 1991 wurde er erneut zum Staatsminister bestellt und war bis zum 25. Juni 1993 im Amt.
Ceyhun starb 2017 im Alter von 90 Jahren im İbni-Sina-Krankenhaus in Ankara. Er war verheiratet und Vater von drei Kindern.